# El Morell
El Morell – gmina w Hiszpanii, w prowincji Tarragona, w Katalonii, o powierzchni 5,89 km². W 2011 roku gmina liczyła 3514 mieszkańców.